# Корчі (заповідне урочище)
Корчі́ — заповідне урочище в Україні. Об'єкт природно-заповідного фонду Хмельницької області.
Розташоване в межах Лісовогринівецької сільської громади Хмельницького району Хмельницької області, на південь від села Шпичинці.
Площа 52 га. Статус присвоєно згідно з рішенням 9 сесії обласної ради від 11.07.2007 року № 23-9/2007. Перебуває у віданні: Шпичинецька сільська рада.
Статус присвоєно для збереження лісового масиву, в деревостані якого переважають насадження дуба звичайного посадки 1888—1889 років. Тип лісорослинних умов — свіжа дубово-грабова та сосного-грабова діброва.